# نادي الوحدة (عدن)
نادي وحدة عدن الرياضي الثقافي هو نادٍ رياضي يمني من مدينة الشيخ عثمان، عدن.

## تأسيس ونشأة النادي
يعتبر نادي وحدة عدن من أقدم الأندية في الجمهورية اليمنية والوطن العربي وهو ثاني نادٍ تأسس في اليمن بعد نادي التلال حيث تأسس عام 1924. حيث تكون النادي من دمج الأندية الرياضية في الشيخ عثمان، وهذه الأندية هي:
1. نادي الكتبة 1924
2. نادي الشيخ عثمان 1925
3. نادي الشبيبة المتحدة (الـ واي سي سي) 1939
4. نادي الهلال الرياضي 1951
5. نادي الفيحاء الرياضي 1968

جرت عملية الدمج تلك على مرحلتين، المرحلة الأولى عام 1973م والمرحلة الثانية عام 1975م.

## بطولات النادي
بطولات نادي وحدة عدن - كرة القدم :
1- بطولة الدوري ( ثلاث مرات )
1975\1976
1987\1988
1988\ 1989
2 - كأس الجمهورية ( ثلاث مرات )
1984/1983
1986/1987
1988/1989
3-حصول نادي وحدة عدن على كأس التفوق الرياضي موسم 88-89 حينما أحرز كل البطولات الرياضية على مستوى جمهورية اليمن الجنوبي آنذاك .
4- بطل بطولة المريسي ( سبع مرات )
5- بطولات النادي في الفئات العمرية
بطولة الدوري للناشئين 2006/2007 في عدن
وبطولة دوري عدن للشباب 2007/2008
6- أبطال بطولة كأس الرئيس هادي 2017
7- أبطال دوري عدن الممتاز لأندية عدن 2021-2022 دون خسارة
8- أبطال كأس العاصمة عدن 2023
وآخر إنجازات الفريق تحقيقه للمركز الثاني في بطولة الدوري التنشيطي 2019-2020 والذي حققها نادي شعب حضرموت وبركلات الترجيح من أمام فريق وحدة عدن في المباراة الذي جمعتهم في الاستاد الأولمبي في مدينة سيئون - حضرموت وسط حضور أكثر من 40000 ألف متفرج.